# Лоренцо Медічі Пополано
Лоренцо ді П'єро Франческо Медічі (*4 серпня 1463 — †20 травня 1503) — італійський політик, дипломат, банкір. Мав прізвисько «Пополано».

## Життєпис
Походив з впливової флорентійської родини Медічі. Народився у 1463 році у Флоренції. Син П'єро Франческо Медічі та Лаудамії Аччаюолі. У 1476 році втратив батька. З цього моменту знаходився під піклування свого родича й володаря Флоренції Лоренцо Медічі. Здобув освіту у Налдо налді, Марсіліо Фічініно, Анджело Поліціано. Вони долучили молодого Лоренцо до мистецтва й поезії.
Замолоду почав цікавитися банківськими справами. З 1478 року вступив у суперечку з Лоренцо Медічі Пишним щодо фінансових активів свого батька. Справу було вирішено лише у 1485 році. Тим не менше, Лоренцо Пополані у 1480 році стає членом Старших цехів та входить до Бальї. У 1482 році у Флоренції зводить власний палац поруч з палацом Медічі. У 1483 році виконує дипломатичне доручення Лоренцо Медічі до французького короля Карла VIII. У 1485 році Лоренцо ді П'єро Франческо увійшов до цеху торгівців.
Зі смерті Лоренцо Медічі Пишного у 1492 році стосунки Лоренцо ді П'єро Франческо Медічі з новим володарем Флоренції — П'єро Медічі — погіршуються. Зрештою останній у 1494 році виганяє свого родича з міста. Проте того ж року завдяки Карлу VIII Лоренцо повертається до Флоренції. Тоді ж приймає нове ім'я Пополані, щоб відокремити себе від представників старшої гілки Медічі.
Користуючись ситуацією Лоренцо Пополано проводить бурхливу діяльність зі зміцнення свого економічного й політичного становища. так, же у 1494 році відкриває фабрику з виробництва кераміки. У 1496 році налагоджується стосунки з флорентійськими банкірами, що мешкали у Римі. У 1497 році разом із братом Джованні входить до цеху шовковиків. З приходом до влади Савонароли Лоренцо Медічі залишає на деякий час Флоренцію. Втім у 1498 році виконує дипломатичне завдання республіки щодо встановленню союзницьких відносин із французьким королем Людовиком XII.
Після падіння Савонароли Лоренцо Пополано намагається здобути прихильність народі та цехів для розширення свого політичного впливу. Зрештою у 1501 році його прихильники запропонували передати владу у республіці Лоренцо Пополані. Втім цю ідею більшістю було відкинуто. За цим Лоренцо відходить від справ й помирає 20 травня 1503 року.

## Родина
Дружина — Семіраміда (1464–1523), донька Якопо III Апіано, володаря Пйомбіно
Діти:
- П'єро Франческо (1485–1525)
- Аверардо (1488–1495)
- Вінченцо
- Лаудамія
- Джиневра